# جوآن چاپل
شرلی جوآن چاپل (زادهٔ ۱۰ مارس ۱۹۳۴ – درگذشته ۲۲ مه ۲۰۱۳) اولین جراح پلاستیک و دست زن نیوزیلندی بود. جوآن یک عکاس و نویسنده نیز بود.

## اوایل زندگی و تحصیلات
جوآن فرزند سوم از پنج فرزند کینگزلی و وینیفرد چاپل بود. چاپل و خواهر و برادرهایش در مدرسه ابتدایی ته ماتای در خلیج پلنتی، جایی که کینگزلی چاپل مدیر مدرسه آنجا بود، تحصیل کردند. پدر جوآن پسر عموی موریس گی بود. جوآن به دبیرستان ته پوکه و مدرسه گرامر دخترانه اپسوم رفت و تحصیلات خود را در این مدارس ادامه داد.
او قبل از قبولی در دانشکده پزشکی در دانشگاه اوتاگو یک سال را در دانشگاه اوکلند مشغول به تحصیل بود. چاپل در سال ۱۹۵۷ موفق شد جایزه استنلی ویلسون را دریافت کند. او یکی از ۹ فارغ‌التحصیل زن در میان بیش از ۹۰ دانشجوی دیگر بود.

## حرفه
جوآن چاپل برای تکمیل تحصیلات جراحی عمومی خود به اوکلند رفت و در سال ۱۹۶۳ در کالج جراحان سلطنتی استرالیا مدرک جراحی عمومی خود را دریافت کرد. او دومین زن در نیوزیلند بود که مدرک تخصصی جراحی را به دست آورد. او پس از ژان سندل که در سال ۱۹۴۷ مدرک جراحی عمومی خود را دریافت کرده بود، دومین زن جراح عمومی در نیوزیلند محسوب می‌شد.
چاپل برای تحصیلات تکمیلی به خارج از کشور سفر کرد و از کشورهای استرالیا، بریتانیا و روسیه دیدن کرد. او با جراح دست پل برند در هند دیدار کرد و سپس به ایالات متحده سفر کرد، اگرچه که این سفر به دلیل اتهام فعالیت‌های ضد آمریکایی کوتاه شد و چاپل مجبور به ترک آمریکا شد.
چاپل در بازگشت به نیوزیلندی در دهه ۱۹۶۰، مسئول بخش جراحی پلاستیک در بیمارستان میدلمور شد و با ویلیام ماکسول همکاری می‌کرد.
چاپل به‌عنوان تنها جراح زن، نتوانست در جلسات منظم انجمن جراحی، که در باشگاه مردانه برگزار می‌شد، شرکت کند. شرایط او به عنوان یک جراح زن زمانی بدتر شد که او در سال ۱۹۷۲ یک مادر مجرد شد. او از مرخصی زایمان محروم شد و از سمت خود برکنار شد، که باعث جنجال بسیاری در اذهان عمومی شد.
چاپل بعداً به یک سمت پاره وقت در بخش حوادث و اورژانس بیمارستان اوکلند منصوب شد. چاپل تکنیک‌هایی را تمرین می‌کرد که در آن زمان غیرمتعارف تلقی می‌شدند. به‌طور خاص، او اهمیت دست زدن به بافت‌ها، نقش هموستاز، حفظ خونرسانی به بافت‌ها و اجتناب از بخیه‌های غیرضروری را آموزش داد. ایده‌های چاپل در میان جراحان دیگر پذیرفته نشد. در سال ۱۹۸۰ چاپل کتابی را منتشر کرد که رویکرد خود را در آن توضیح می‌داد، نام این کتاب مراقبت و درمان زخم: چالش فیزیولوژیکی بود. این کتاب که شامل مطالعات موردی و عکس‌های خودش در هنگام جراحی بود، در سال ۲۰۰۱ انتشار یافت و تجدید چاپ شد.
برخی از عکس‌های چاپل در تی پاپاپا نگهداری می‌شوند.
چاپل در ۲۲ می ۲۰۱۳ درگذشت و دختر و نوه‌اش از او به یادگار ماندند.

## جوایز و افتخارات
جوآن چاپل در سال ۱۹۹۳، مدال صدمین سالگرد حق رأی نیوزیلند را دریافت کرد.
در جشن تولد ملکه در سال ۲۰۰۱، چاپل یکی از نشان‌های شایستگی نیوزیلند را برای خدمات خود به پزشکی و جامعه دریافت کرد.